# NGC 659
NGC 659 ist ein Offener Sternhaufen vom Typ III1p im Sternbild Kassiopeia am Nordsternhimmel. Entdeckt wurde das Objekt am 3. November 1787 vom deutsch-britischen Astronomen William Herschel.